# Ulica Edwarda Abramowskiego w Łodzi

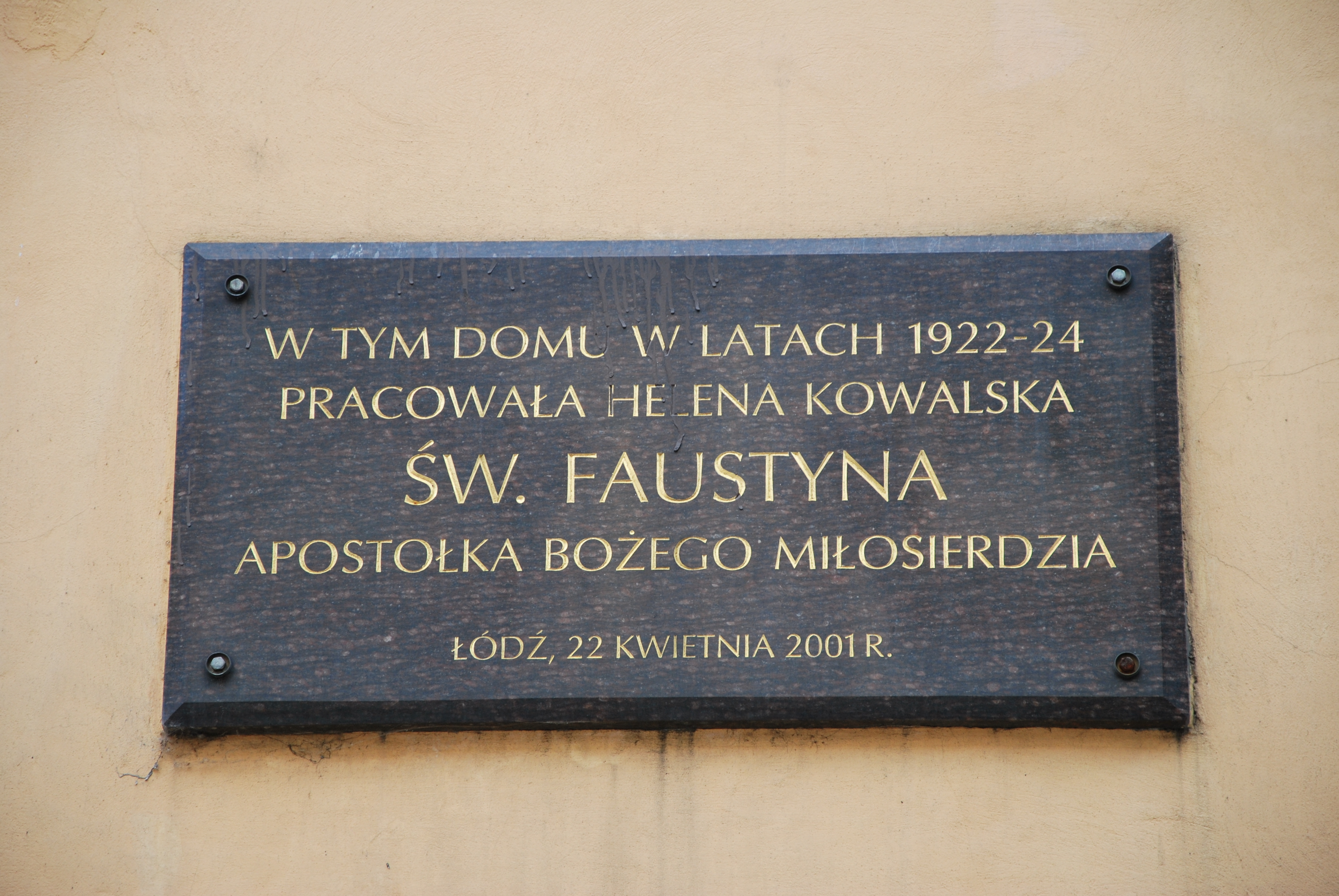
Tablica pamiątkowa świętej Faustyny nad bramą kamienicy pod numerem 29 (sierpień 2012)

Ulica Edwarda Abramowskiego – ulica w południowo-zachodniej części Śródmieścia Łodzi w obszarze SIM Centrum, o długości około 0,5 km, biegnąca prawie równoleżnikowo od skrzyżowania z ul. Henryka Sienkiewicza do ul. Jana Kilińskiego.
Na całej jej długości obowiązuje od 30 października 1974 roku ruch jednokierunkowy – od ul. Jana Kilińskiego w kierunku ul. Henryka Sienkiewicza, czyli odwrotnym do kierunku numeracji posesji (stan na marzec 2025 roku). Stanowi początkowy odcinek drogi powiatowej nr 1100E, prowadzącej dalej ulicami Brzeźną, Henryka Sienkiewicza i Radwańską do skrzyżowania z ulicami Inżynierską i Parkową (droga powiatowa nr 1168E).
Ulica w całości znajduje się w obrębie działalności duszpasterskiej rzymskokatolickiej parafii Archikatedralnej Świętego Stanisława Kostki.

## Historia

### Do roku 1918
Mierząca około pół kilometra długości ulica została wytyczona na początku ostatniej dekady XIX w. – na mapie sporządzonej w latach 1894–96 przez Władysława Starzyńskiego jest już widoczna jako Gubernatorska (Губернаторская улица) – jako łącznik między ówczesnymi, niemal równoległymi do siebie ulicami Mikołajewską vel Nikołajewską (ob. ul. Henryka Sienkiewicza) a Widzewską (ob. ul. Jana Kilińskiego) . Z mapy tej wynika, że w połowie lat 90. XIX w. jej zabudowa dopiero powstawała – ulica w większości posiadała już zabudowę po stronie parzystej (północnej), natomiast zabudowa po stronie nieparzystej (południowej) istniała tylko częściowo, w pobliżu ul. Widzewskiej (4 posesje). Nazwa ulicy pochodziła od nazwy godności urzędnika administracji w carskiej Rosji. Mieszkańcy ulicy przez wiele lat potocznie zwali ją „Gubernią” (mawiali, jeszcze w latach powojennych, że mieszkają „w guberni”). Na tyłach posesji po parzystej stronie ulicy od 1899 roku znajdowała się fabryka pończoch i rękawiczek Albana Auricha (z wjazdem od ul. Widzewskiej, ob. ul. Jana Kilińskiego 161), którą przeniósł on tam z wcześniejszej siedziby przy ul. Mikołajewskiej (ob. ul. Henryka Sienkiewicza 9).
W końcu XIX w. przy ul. Gubernatorskiej mieszkał zaufany kasjer Izraela Poznańskiego, nazwiskiem Sobczyk. W 1900 roku zamieszkał przy tej ulicy dziadek Ryszarda Bonisławskiego – senatora RP VIII i IX kadencji, prezesa Towarzystwa Przyjaciół Łodzi, regionalisty, przewodnika turystycznego po Łodzi i regionie łódzkim (sam Ryszard Bonisławski także mieszkał przy tej ulicy – wtedy noszącej już imię Edwarda Abramowskiego – przez cztery lata w latach 70. XX w., w kamienicy pod numerem 34).
W czasie I wojny światowej podczas niemieckiej okupacji miasta obowiązywało od 1915 roku niemieckojęzyczne nazewnictwo ulic – Gubernatorska stała się wówczas Gouverneurstraße (niem. Gouverneur – gubernator). W kamienicy pod numerem 2 Towarzystwo Schronisk św. Stanisława Kostki prowadziło w 1916 roku VII Ochronę (zakład dobroczynny dla dzieci). Po odzyskaniu przez Polskę niepodległości przywrócono ulicy na kilka lat przedwojenną polską nazwę .

### Lata 1918–1945
W okresie międzywojennym w kamienicy pod numerem 2 mieścił się Komisariat XI Policji Państwowej, zaś kamienicę pod numerem 3 zajmowała polska, publiczna, męska Miejska Szkoła Elementarna nr 16, kierowana przez Tomasza Kilańskiego, reaktywowana po II wojnie światowej jako koedukacyjna Szkoła Podstawowa nr 16. Pod numerem 4 znajdowała się siedziba Stowarzyszenia Teatralnego „Thalia”, a pod numerem 21 – łódzkiego oddziału Ukraińskiego Komitetu Centralnego Rzeczypospolitej Polskiej. Od 2 lutego 1923 do 29 czerwca 1924 roku mieszkała w kamienicy pod numerem 29 i pracowała w mieszczącym się w niej sklepie Marcjanny Wieczorek, zwanym „sklepem pani Sadowskiej”, Helena Kowalska – przyszła święta Faustyna, posłanniczka Bożego Miłosierdzia, patronka Łodzi.
W 1925 roku władze miasta zmieniły nazwę ulicy w ramach usuwania świadectw obecności zaboru rosyjskiego w Łodzi. Nowym patronem ulicy stał się lewicowy psycholog i socjolog Edward Abramowski. 23 czerwca „Dziennik Zarządu m. Łodzi” informował:

Zgodnie z rezolucją wiecu spółdzielczego w dniu 7 b. m., Magistrat postanowił wystąpić do Rady Miejskiej o przemianowanie ulicy Gubernatorskiej na ulicę im. Edwarda Abramowskiego, Wielkiego Myśliciela i Duchowego Twórcy ruchu spółdzielczego w Polsce.

Rada Miejska podjęła decyzję na 21. posiedzeniu (III sesji), które odbyło się późnym wieczorem 1 lipca w obecności 49 z 75 radnych i 10 z 11 członków magistratu. W protokole sesji znalazła się uchwała o następującej treści:

XI. W sprawie przemianowania ulicy Gubernatorskiej.
Rada Miejska, w związku z wnioskiem Magistratu Nr. 672 z dnia 9 czerwca 1925 roku, postanawia:
1. w uznaniu zasług wielkiego myśliciela i duchowego twórcy ruchu spółdzielczego w Polsce, Edwarda Abramowskiego – przemianować ulicę Gubernatorską na ulicę E. Abramowskiego.
2. wezwać Magistrat do wykonania tej uchwały.

W roku 1928 na wąskich trawnikach po obu stronach ulicy wydział plantacji miejskich posadził prawie 200 sztuk drzewiastych leszczyn tureckich. Do 1937 roku ulica została skanalizowana . Przez krótki czas w okresie międzywojennym przy ul. Edwarda Abramowskiego mieszkał w dzieciństwie z rodzicami Karl Dedecius.
W czasie II wojny światowej niemieckie władze okupacyjne wprowadziły w 1940 roku niemieckojęzyczne nazewnictwo ulic – nazwę ul. Edwarda Abramowskiego zmieniono na Eduard Herbst Straße , ku czci działającego w Łodzi w XIX/XX w. lodzermenscha, polskiego przemysłowca pochodzenia niemieckiego – Edwarda Herbsta, zięcia Karola Scheiblera. Jeszcze w tym samym roku, po wprowadzeniu niemieckiej nazwy miasta Litzmannstadt, okupanci zmienili nazwę ulicy na Hermann-von-Salza-Straße – ku czci Hermanna von Salza, wielkiego mistrza zakonu krzyżackiego w latach 1209–39 . Ryszard Bonisławski wspominał, że na początku lat 40. przy półkilometrowej ulicy zamieszkiwało aż 12 000 osób, na ogół stłoczonych w ciasnych mieszkaniach, co już wtedy powodowało problemy natury policyjnej.

### Okres powojenny
Po wojnie powrócono do obecnej nazwy ulicy. Prawdopodobnie od lat powojennych zaczęła upowszechniać się, początkowo wśród mieszkańców ulicy, później już w całym mieście, potoczna nazwa ulicy – „Abramka”, która stopniowo wyparła dawną, przedwojenną „Gubernię”. Zarządzeniem prezydenta miasta z 29 marca 1947 roku na ulicy w pobliżu skrzyżowania z ul. Jana Kilińskiego zostało wyznaczone miejsce dla postoju dorożek samochodowych (w liczbie 2) i dorożek konnych (w liczbie 3). W okresie powojennym w kamienicy przy ul. Edwarda Abramowskiego 3 miała swoją siedzibę Szkoła Podstawowa nr 16 (zlikwidowana w połowie lat 60.). Nie przetrwał także ogród jordanowski – w jego miejscu stoi blok mieszkalny pod numerem 6/10. W latach 50. oficyny po nieparzystej (południowej) stronie ulicy zostały wyburzone. Ponieważ mieszkańcy domagali się budowy komórek, na terenie po wyburzeniach (sąsiadującym z dawnym ogrodem Barcińskich) wykonano szeroki wykop, wyłożono go trylinką, a w nasypach po obu stronach umiejscowiono rzędy komórek i śmietników, dzięki czemu nie przesłaniały one widoku na ogród. Łącznie powstało ich 498. Z podwórek na dno wykopu poprowadzono zejścia po schodach, a na nasypach (na „dachach” komórek) posadzono zieleń i odgrodzono ją od wykopu ażurowymi murkami. Teren ten mieszkańcy nazwali potocznie „katakumbami”.
18 listopada 1968 roku ulicą Edwarda Abramowskiego przejechały pierwsze autobusy komunikacji miejskiej nowo uruchomionej linii „77”, która połączyła wówczas południowy skraj parku im. księcia Józefa Poniatowskiego z Dąbrową. Do 29 października 1974 roku kursowały one ulicą w obu kierunkach, zaś po wprowadzeniu tam ruchu jednokierunkowego – tylko w kierunku parku . Od 2 listopada 1983 do końca 1995 roku ulicą prowadziła też trasa autobusów linii „55” – początkowo z Zarzewa, później z Widzewa Wschodu, a następnie z Olechowa w kierunku pętli u zbiegu ulic Obywatelskiej z Pienistą.
W zakresie bezpieczeństwa ruchu drogowego w latach 2011–13 ulica znalazła się na 192. miejscu wśród 362 łódzkich ulic, na których doszło do wypadków (hierarchia malejąca – od ulic z największą liczbą zdarzeń). W tym okresie wydarzyły się na niej 3 wypadki, w których 3 osoby zostały ranne.
Między 10 a 29 czerwca 2013 roku łódzka Fabryka Sztuki zorganizowała Abramka Fest – cykl otwartych, bezpłatnych warsztatów (m.in. prasowych, tanecznych i fotograficznych), głównie dla mieszkańców ul. Edwarda Abramowskiego. W końcu sierpnia 2014 roku w plenerze przy ul. Edwarda Abramowskiego wystąpili artyści łódzkiego Teatru Lalki i Aktora „Pinokio”, wystawiając spektakl muzyczny dla dzieci pt. Bramogranie.
Przez lata nieremontowane, „katakumby” stopniowo popadały w ruinę, niektóre części budowli groziły zawaleniem. Władze miasta zaplanowały na rok 2017 remont „katakumb” i nawierzchni dna wykopu oraz posadzenie nowych krzewów. Wstępny koszt inwestycji oceniono na około 1,5 mln zł. W projekcie przewidziano wyremontowanie i pozostawienie 70-metrowego ciągu komórek (łącznie rozciągały się na długości 400 m), wyburzenie pozostałych, budowę w ich miejscu pergoli i ścianki z prefabrykatów żelbetowych, a także ogrodzenia od strony ulicy i chodnika. Przewidziany został ponadto remont elewacji, termomodernizacja i podłączenie 22 budynków do miejskiej sieci centralnego ogrzewania (pierwszy etap tych prac, obejmujący budynki po nieparzystej stronie ulicy, został zaplanowany na rok 2019). Pierwsze prace podjęto na początku grudnia 2017 roku. Do połowy marca 2018 roku zakończono wyburzenia.
W roku 2017 w osiedlu Katedralna zostały zgłoszone, w ramach budżetu obywatelskiego na rok 2018, dwa wnioski dotyczące ulicy i sąsiadującego z nią pasażu: „Rewitalizacja Śródmieścia – rekultywacja pasów zieleni przy ul. Abramowskiego” i „Śródmiejska tężnia solankowa – zdrowy mikroklimat, zdrowi łodzianie” (z propozycją lokalizacji w centralnej części pasażu Edwarda Abramowskiego, w sąsiedztwie istniejącego placu zabaw). Oba zdobyły wystarczające liczby głosów ważnych (odpowiednio 568 i 818), by uzyskać kwalifikację do realizacji w roku 2018. Przewidywane koszty zostały oszacowane na 140 tys. zł i 248 tys. zł.
Tak powojenne lata na „Abramce” wspominał Janusz Karol Barański, absolwent nieistniejącej Szkoły Podstawowej nr 16, założyciel i długoletni właściciel księgarni-antykwariatu „Nike” przy ul. Andrzeja Struga 3, który wychował się przy ul. Abramowskiego:

Skąd się wzięła zła sława ul. Abramowskiego? Trudno powiedzieć. Faktycznie, było tam niespokojnie, zdarzały się napady i pobicia, ale mnie jako „swojaka” nikt nie ruszył. [...] Pochodzę z Warszawy. Mój tato zginął w powstaniu. Po wojnie z mamą i siostrą przyjechaliśmy do Łodzi i zamieszkaliśmy przy „Abramce” w mieszkaniu o powierzchni 14 metrów kwadratowych. Naprzeciwko stała kamienica, w której przed wojną pracowała Helena Kowalska, czyli późniejsza święta Faustyna. Moje wspomnienia są pozytywne, gdyż dobrze się tam czułem. Mama pracowała na trzy zmiany, więc ja z kluczem na szyi biegałem po okolicy, jeździłem na hulajnodze oraz toczyłem fajerkę za pomocą haczyka.

### Kalendarium zmian nazwy ulicy

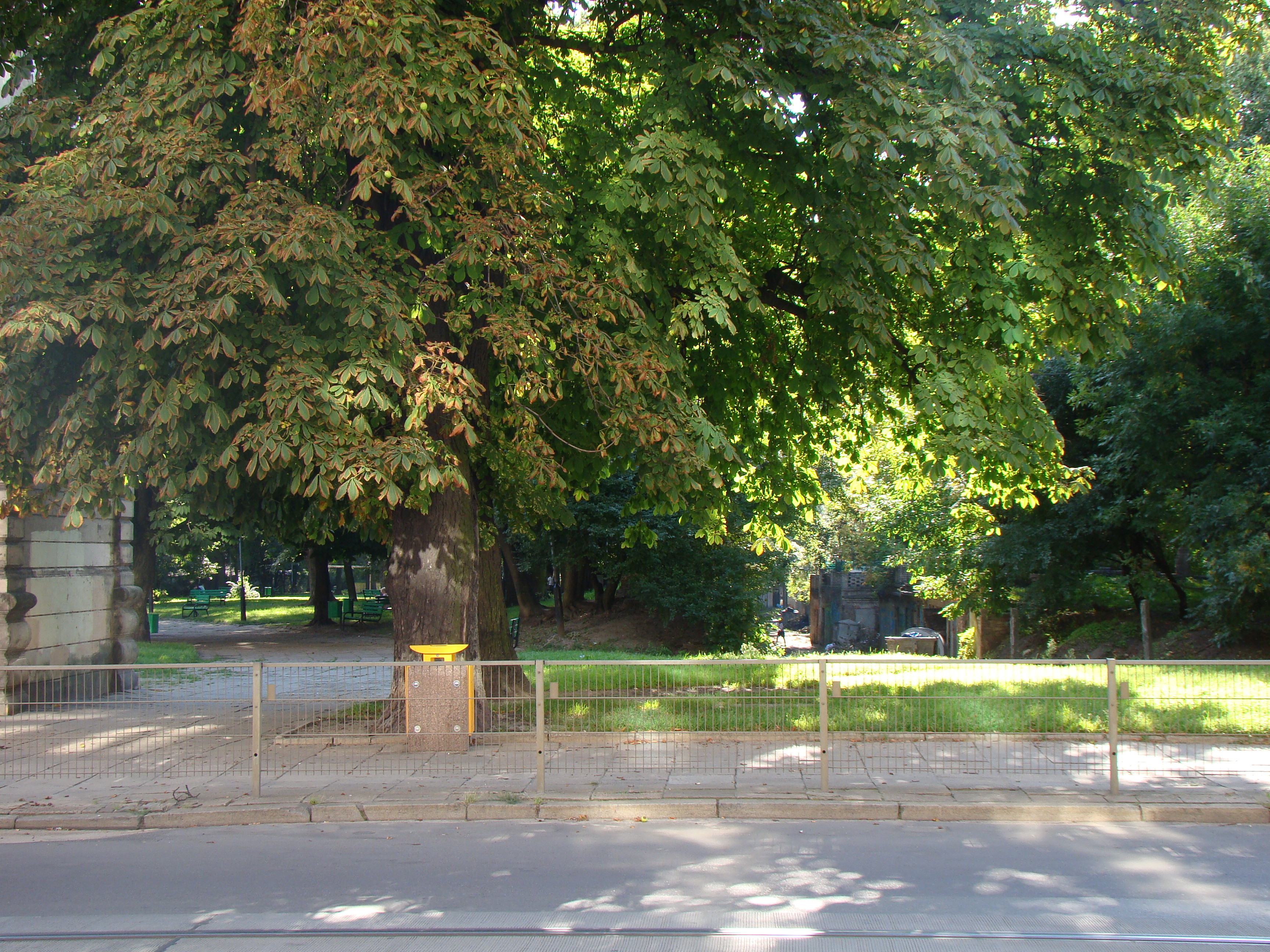
Widok z ul. Jana Kilińskiego na „katakumby” przy ul. Edwarda Abramowskiego (sierpień 2011)

| okres obowiązywania | nazwa                                      |
| ------------------- | ------------------------------------------ |
| przed 1915          | ulica Gubernatorska / Губернаторская улица |
| 1915–1918           | Gouverneurstraße                           |
| 1918–1925           | ulica Gubernatorska                        |
| 1925–1940           | ulica Edwarda Abramowskiego                |
| 1940                | Eduard Herbst Straße                       |
| 1940–1945           | Hermann-von-Salza-Straße                   |
| od 1945             | ulica Edwarda Abramowskiego                |

## Sławni mieszkańcy
- Helena Kowalska, przyszła święta Faustyna – ul. Gubernatorska 29, od 2 lutego 1923 do 29 czerwca 1924[20],
- Karl Dedecius – krótko w okresie międzywojennym[26][27],
- Janusz Karol Barański – w okresie po II wojnie światowej[27],
- Ryszard Bonisławski – ul. Edwarda Abramowskego 34, przez 4 lata w latach 70. XX w.[13].

## Ulica Edwarda Abramowskiego w filmie
Ekipy filmowe przyciągał szczególnie teren komórek w głębi posesji po nieparzystej (południowej) stronie ulicy, czyli tzw. „katakumby”. Powstało tam wiele etiud studentów pobliskiej PWSFTviT im. Leona Schillera. W pobliżu ul. Edwarda Abramowskiego zrealizowano ponadto m.in.:
- zbliżenia postaci Hansa Klossa (Stanisław Mikulski) podczas wędrówki uliczkami Stambułu w 4. odcinku serialu telewizyjnego Stawka większa niż życie (1968) pt. Café Rose w reż. Andrzeja Konica – zrealizowane w „katakumbach”[52],
- w 1984 roku zdjęcia w „katakumbach” do teledysku do utworu „Kreon” z płyty Mental Cut zespołu Maanam[53],
- niektóre sceny krótkometrażowego filmu fabularnego Jeden krok (2011) w reż. Małgorzaty Bogajewskiej[54],
- niektóre sceny filmu fabularnego Jaskółka (2013) – drugiego (po Rysopisie Jerzego Skolimowskiego) pełnometrażowego dyplomowego obrazu w reż. Bartosza Warwasa – zrealizowane w „katakumbach” między 29 września a 18 listopada 2011 roku[55][56],
- niektóre sceny filmu fabularnego Sąsiady (2014) w reż. Grzegorza Królikiewicza, zrealizowane między 28 października a 16 grudnia 2013 roku[57][58].

## Obiekty

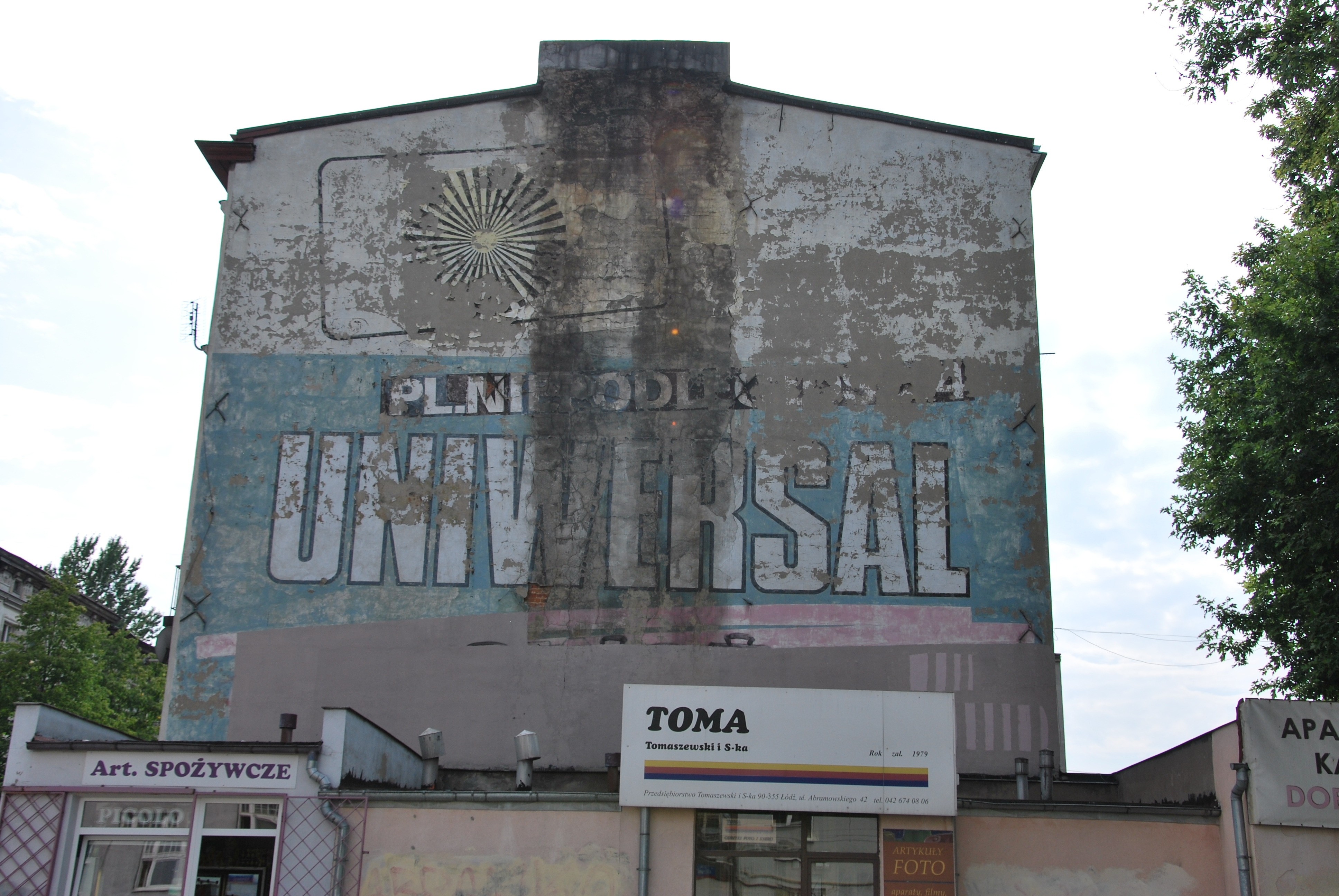
Mural na wschodniej ścianie kamienicy pod numerem 42 (lipiec 2011)

- nr 25 – kaplica Polskiego Kościoła Chrześcijan Baptystów – na parterze bocznej oficyny (od 1945 roku); po odebraniu świątyń przy ul. Nawrot 27 i ul. Rzgowskiej 41 była jedynym miejscem spotkań i modlitw członków zboru[59]; w okresie międzywojennym w kamienicy miało siedzibę Stowarzyszenie Wzajemnej Pomocy Baptystów[60],
- nr 29 – kamienica, w której od 2 lutego 1923 do 29 czerwca 1924 roku mieszkała i pracowała w sklepie Marcjanny Wieczorek, Helena Kowalska – przyszła święta Faustyna, posłanniczka Bożego Miłosierdzia[20], patronka Łodzi; na ścianie frontowej kamienicy znajduje się umieszczona nad bramą tablica pamiątkowa[9], wmurowana 22 kwietnia 2001 roku,
- nr 42 – stary mural z okresu PRL na wschodniej ścianie szczytowej kamienicy (od strony ul. Jana Kilińskiego), częściowo zniszczony, reklamujący dawny Dom Towarowy „Uniwersal”, mieszczący się przy pl. Niepodległości 4[61][62].

Według stanu na sierpień 2016 roku do gminnej ewidencji zabytków miasta Łodzi było wpisanych 13 kamienic przy ul. Edwarda Abramowskiego (pod numerami: 1, 3, 7, 14, 16, 18, 23, 25, 28, 30, 31, 39 i 40) i jeden budynek mieszkalny (pod numerem 43). W przypadku posesji nr 30 w ewidencji znajdował się budynek frontowy z oficyną wschodnią, w pozostałych przypadkach – budynki frontowe.

## Numeracja i kody pocztowe
- Numery parzyste: 2–42
- Numery nieparzyste: 1–43
- Kody pocztowe: 90-355 (cała)[64]

## Komunikacja miejska

### Stan obecny
Ulicą kursują od poniedziałku do piątku autobusy komunikacji miejskiej MPK – Łódź (trasa stała według stanu na marzec 2025, nie uwzględniono ewentualnych tymczasowych zmian trasy i linii zastępczych):
- linii dziennej

„77” – od 2 kwietnia 2017 – z ul. Wydawniczej w kierunku Starego Rokicia.
Jedyny przystanek znajduje się w pobliżu skrzyżowania z ul. Henryka Sienkiewicza, przed blokiem pod numerem 6/10 – z numerem 1 (0001) otwiera on listę wszystkich łódzkich przystanków.

### W przeszłości
W przeszłości ulicą Edwarda Abramowskiego kursowały także autobusy:
- linii dziennych zwykłych

„55” – od 2 listopada 1983 do 31 marca 1985 – z pętli przy cmentarzu na Zarzewie w kierunku pętli u zbiegu ulic Obywatelskiej z Pienistą; od 1 kwietnia 1985 do 12 czerwca 1988 – z Widzewa Wschodu w kierunku pętli u zbiegu ulic Obywatelskiej z Pienistą; od 13 czerwca 1988 do 31 grudnia 1995 – z pętli na osiedlu Słowiańskim na Olechowie w kierunku pętli u zbiegu ulic Obywatelskiej z Pienistą,
„77” – we wszystkie dni tygodnia: od 18 listopada 1968 (dzień uruchomienia) do 29 października 1974 – z pętli u zbiegu ulic Karola Świerczewskiego (ob. ul. Radwańska) i Inżynierskiej w kierunku Dąbrowy oraz w kierunku powrotnym – na ul. Edwarda Abramowskiego obowiązywał wówczas ruch dwukierunkowy; od 30 października 1974 do 16 lutego 1975 i od 23 listopada 1981 do 1 listopada 1983 – z Dąbrowy w kierunku parku im. księcia Józefa Poniatowskiego; od 17 lutego 1975 do 10 października 1976 – z ul. Lodowej w kierunku parku; od 11 października 1976 do 22 listopada 1981 i od 2 listopada 1983 do 24 maja 1990 – z pętli przy cmentarzu na Zarzewie w kierunku parku; od 25 maja 1990 do 24 października 2010 – z Widzewa Wschodu w kierunku parku; od 25 października 2010 do 1 kwietnia 2017 z dworca Łódź Widzew w kierunku pętli na ul. Rajmunda Rembielińskiego (od 25 września 2015 przy Centrum Handlowo-Rozrywkowym „Sukcesja”) .

## W pobliżu
- pasaż Edwarda Abramowskiego – ciągnie się równolegle do ul. Abramowskiego, na przedłużeniu ul. Brzeźnej, po południowej stronie „katakumb”, przez tereny dawnego ogrodu Stefana Barcińskiego (syna Salomona), łącząc – jak i ulica – ul. Henryka Sienkiewicza z ul. Jana Kilińskiego; w 2016 roku został zmodernizowany w ramach budżetu obywatelskiego kosztem 840 000 zł – alejka spacerowa zyskała nową nawierzchnię, wzdłuż niej wybudowano ścieżkę rowerową i tor do jazdy na rolkach[70],
- osiedle mieszkaniowe Barciński Park – rozciąga się między ulicami Henryka Sienkiewicza i Jana Kilińskiego oraz między pasażem Edwarda Abramowskiego a ul. Tylną, obejmując teren dawnej fabryki wyrobów wełnianych Salomona Barcińskiego, założonej w 1884 roku (po II wojnie światowej znacjonalizowanej jako Państwowe Zakłady Przemysłu Wełnianego nr 3 im. 9 Maja); główny gmach przędzalni przekształcono w budynek mieszkalny pod nazwą Barciński Lofty i Apartamenty; w okresie od września 2006 do końca 2016 roku deweloper (SGI S.A.) ukończył pięć części osiedla, w 2017 trwała budowa części Barciński Park VI[71],
- XIX-wieczna willa Stefana Barcińskiego przy ul. Jana Kilińskiego 177 (75 m)[f],
- Wojewódzka Stacja Ratownictwa Medycznego w Łodzi przy ul. Henryka Sienkiewicza 137/141 (90 m)[g],
- pałac Oskara Kona wzniesiony w latach 1895–1903 według projektu Franciszka Chełmińskiego przy ul. Targowej 61/63 – siedziba PWSFTviT im. Leona Schillera (200 m)[f],
- „Beczki Grohmana” – brama z 1896 roku przy ul. Targowej 46, zaprojektowana przez Franciszka Chełmińskiego, prowadząca do tkalni dawnych Zjednoczonych Zakładów Włókienniczych Karola Scheiblera i Ludwika Grohmana S.A., działających po II wojnie światowej do 1995 roku (po wielokrotnych zmianach nazwy) jako Łódzkie Zakłady Przemysłu Bawełnianego im. Obrońców Pokoju „Uniontex”, a do upadłości w roku 2006 – jako Uniontex S.A. (220 m)[f],
- park im. Jana Kilińskiego (dawny ogród Ludwika Grohmana) u zbiegu ulic Jana Kilińskiego i ks. bpa Wincentego Tymienieckiego (220 m)[f],
- willa Ludwika Grohmana z lat 1881–84, projektu Hilarego Majewskiego w stylu włoskiego renesansu – przy ul. Tylnej 9/11 (300 m)[f].